# Neustã
Nos Livros bíblicos dos Reis ( 2 Reis 18:4 ; escrito c. 550 a.C. ) /nəˈhʊʃtən/ em hebraico: נְחֻשְׁתָּן he ) é a imagem de bronze de uma serpente em um poste. A imagem é descrita no Livro dos Números, onde Javé instruiu Moisés a erguê-la para que os israelitas que a vissem fossem curados e protegidos de morrer pelas picadas das "serpentes de fogo", que Javé enviara para puni-los por terem falado contra Ele e contra Moisés.
De acordo com 2 Reis 18 :4, o rei Ezequias instituiu uma reforma iconoclasta: "Ele aboliu os santuários, quebrou as colunas e cortou o poste sagrado. Ele também quebrou em pedaços a serpente de bronze que Moisés tinha feito, pois até aquele tempo, os israelitas estavam oferecendo sacrifícios a ela; era chamada Neustã." 

## Etimologia
"Nehushtan" é um trocadilho com a palavra hebraica para "cobra" ( נָחָשׁ, nāḥāš ) ou "latão" ( נְחשֶׁת, nəḥošeṯ ), e portanto pode significar "A (Grande) Serpente" ou "O (Grande) Bronze". 

## Traduções alternativas
A versão padrão inglesa da Bíblia e a maioria das traduções inglesas contemporâneas referem-se à serpente como sendo feita de "bronze", enquanto a versão King James e várias outras versões afirmam "latão". 2 Reis 18:4 é traduzido como “brasen” na versão King James.  A edição Douay-Rheims de 1899 tem "descarado". Eugene H. Peterson, em sua paráfrase da Bíblia, optou por "uma serpente de cobre ardente". 

## Imagem de serpente
Os cultos às serpentes estavam bem estabelecidos em Canaã na Idade do Bronze. Os arqueólogos descobriram objetos de culto à serpente em estratos da Idade do Bronze em várias cidades pré-israelitas em Canaã: duas em Megido, uma em Gezer, uma no santuário do templo da Área H em Tel Hazor e duas em Siquém.
A imagem da serpente cultual não se limitava a Canaã. Ele apareceu em áreas vizinhas, incluindo o Esagila ou templo de Marduk como divindade tutelar na Babilônia, onde pares de serpentes de bronze foram erguidos ao lado de cada entrada do templo.
De acordo com Lowell K. Handy, Neustã pode ter sido o símbolo de uma divindade para cura de picadas de cobra dentro do Templo em Jerusalém.

## Nas Escrituras

### Bíblia hebraica

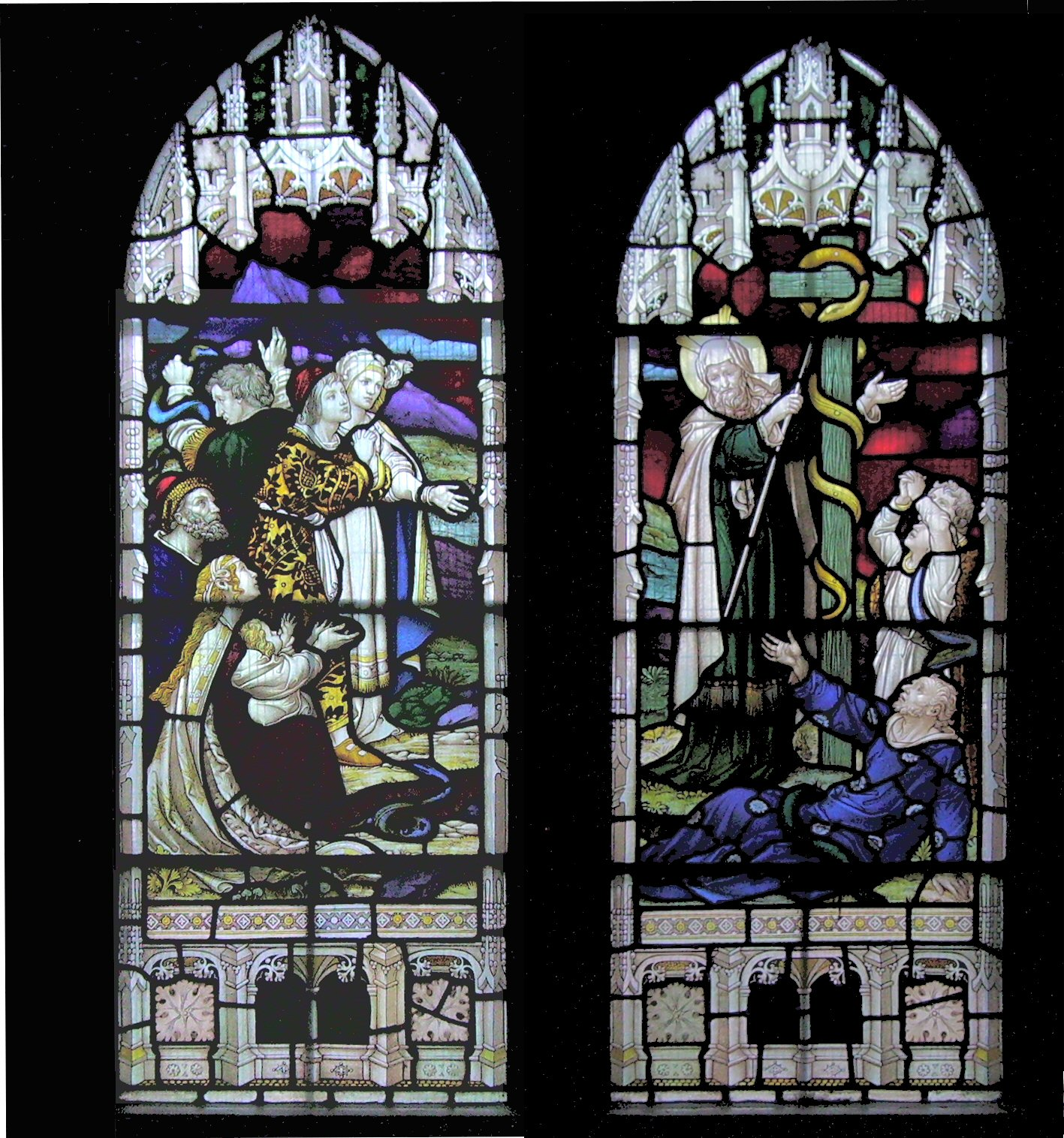
Moisés levanta a serpente de bronze em uma fotografia do vitral da Igreja de St Marks, Gillingham

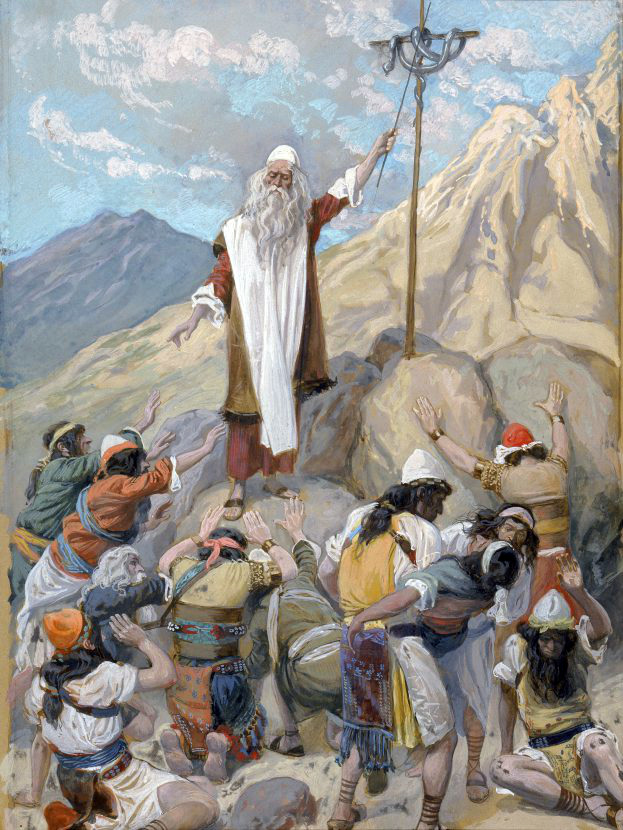
A Serpente de Bronze (aquarela por volta de 1896–1902 por James Tissot)

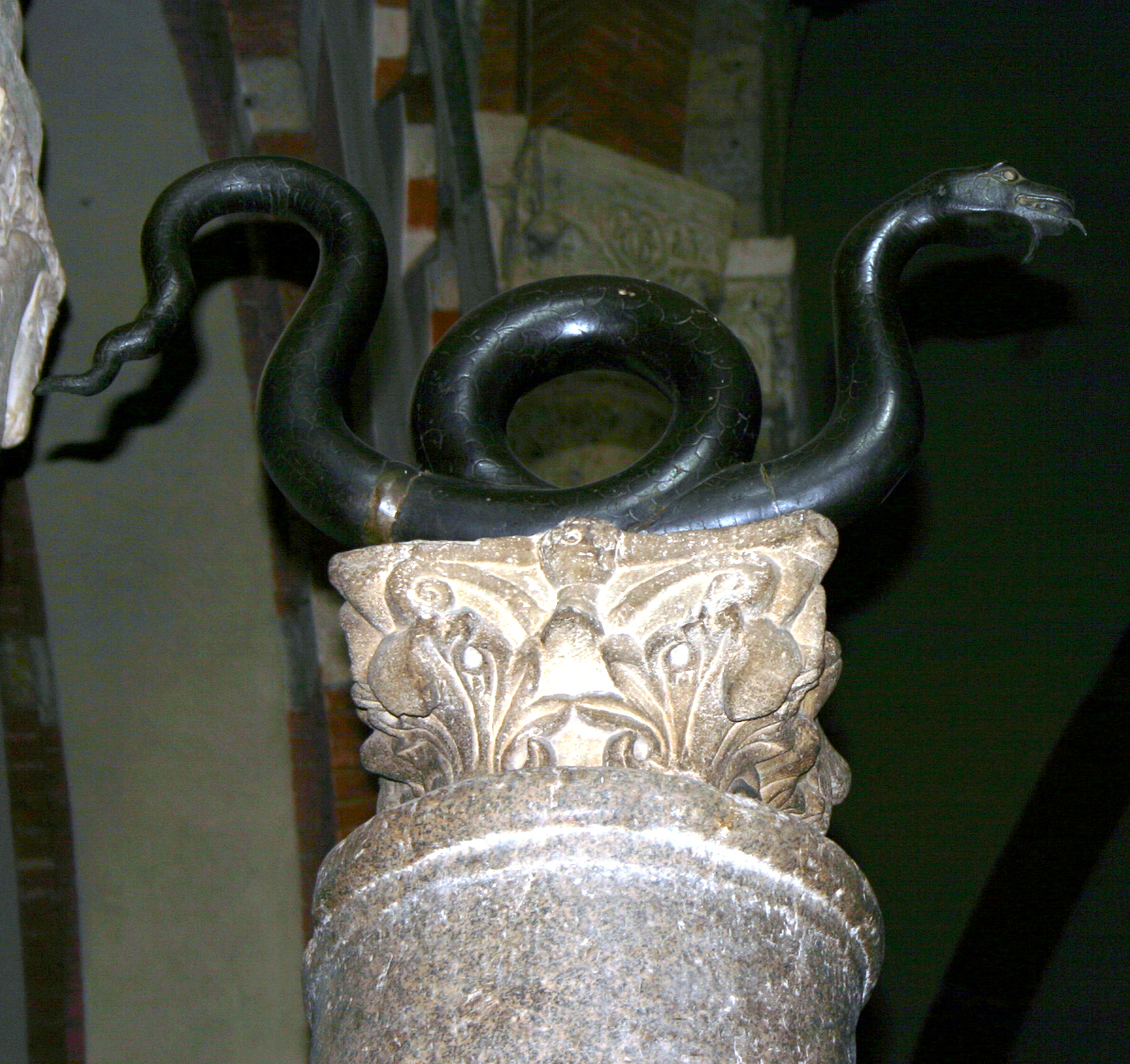
A Basílica de Sant'Ambrogio, em Milão, tem uma coluna romana e, no topo dela, uma serpente de bronze doada pelo imperador Basílio II em 1007. Pode ser a origem do biscione / bissa símbolo de Milão.

Na história bíblica, depois do Êxodo do Egito, os israelitas partiram do Monte Hor em direção ao Mar Vermelho . Contudo, eles tiveram que desviar da terra de Edom ( Números 20:21 Numbers 20:21:9–
:21,25). Impacientes, eles blasfemaram contra Javé e maldisseram Moisés (Números 21:4–5), e em resposta Deus enviou "serpentes ardentes" entre eles e muitos morreram. O povo foi até Moisés para arrepender-se e pediu que ele rogasse a Deus que tirasse as serpentes. O versículo 9 diz: "Fez Moisés uma serpente de bronze e a pôs sobre uma haste; sendo alguém mordido por alguma serpente, se olhava para a de bronze, sarava" (Almeida Revista e Atualizada).
O termo aparece em 2 Reis 18:4 em uma passagem que descreve as reformas feitas pelo rei Ezequias, nas quais ele derrubou os lugares altos, cortou os símbolos de Aserá, destruiu o Neustã, e, de acordo com muitas traduções da Bíblia, deu-se-lhe esse nome.
Em relação à passagem em 2 Reis 18:4, MG Easton observou que "o lapso de quase mil anos investiu a 'serpente de bronze' com uma santidade misteriosa; e para libertar o povo de sua paixão e impressioná-lo com a ideia de sua inutilidade, Ezequias a chamou, com desprezo, de 'Nehushtan', uma coisa de bronze, um mero pedaço de bronze".
A tradição de chamá-lo de Neustã não é considerada mais antiga do que a época de Ezequias.

### Novo Testamento
No Evangelho de João, Jesus faz uma comparação entre a ressurreição do Filho do Homem e o ato da serpente ser erguida por Moisés para a cura do povo. Jesus diz: "E do modo por que Moisés levantou a serpente no deserto, assim importa que o Filho do Homem seja levantado, para que todo o que Nele crê tenha a vida eterna" (João 3:14-15: - Almeida Revista e Atualizada).
Charles Spurgeon pregou um famoso sermão sobre "os Mistérios da Serpente de Bronze" e esta passagem do Evangelho de João, em 1857.

### Livro de Mórmon
No Livro de Mórmon, três profetas fazem referência a esse evento. O primeiro é o profeta Néfi, filho de Leí, em um discurso geral, o segundo é muitos anos depois pelo profeta Alma, e o terceiro é anos depois pelo bisneto de Alma, também chamado Néfi.
Néfi conta ao povo que muitos israelitas pereceram por causa da simplicidade e da fé exigidas, ou seja, "e o trabalho que tiveram que realizar foi olhar; e por causa da simplicidade do caminho, ou da facilidade dele, muitos pereceram".
Na última narrativa, Alma conta ao povo de Antionum que muitos israelitas morreram porque não tiveram fé para olhar para a serpente de bronze. Ele então comparou a serpente de bronze a um tipo de Cristo e exortou o povo a olhar para Cristo e viver espiritualmente.
Esses mesmos temas de Alma foram reiterados por Néfi no Livro de Helamã.

## Literatura rabínica

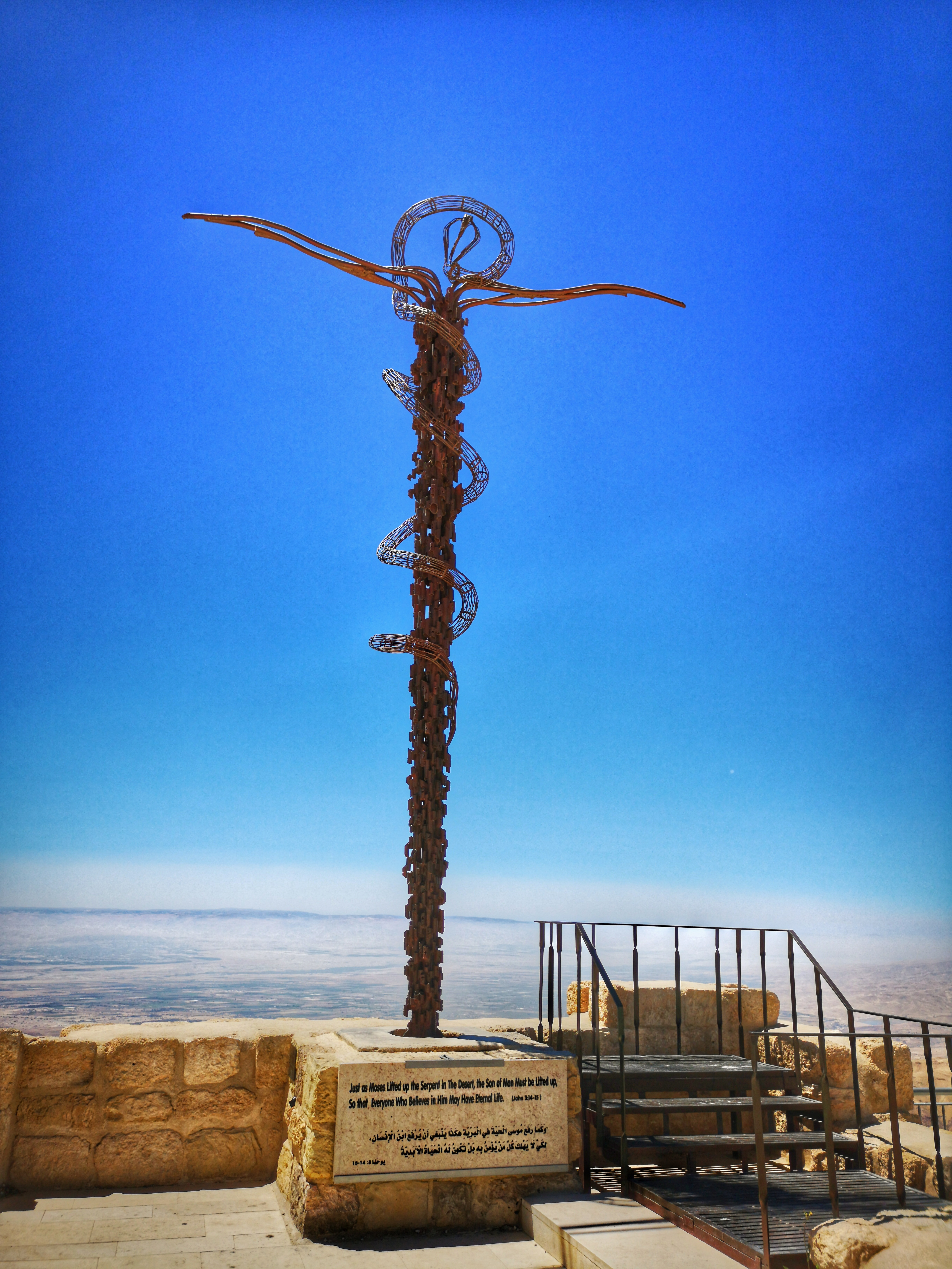
Um monumento moderno da serpente de bronze (que Moisés ergueu no deserto de Negev) no Monte Nebo, em frente à igreja de São Moisés (2018).

O estudioso do Antigo Testamento HH Rowley propôs que Neustã, como era conhecida durante o reinado de Ezequias, não tinha origens no Yahwismo, apesar de ser considerada um símbolo de Yahweh na época de sua destruição. Em vez disso, Rowley teorizou que a serpente de bronze destruída pelo rei Ezequias era um símbolo sagrado pré-israelita de adoração à serpente associado a um deus cananeu e foi adaptado pelos israelitas após a ocupação de Jerusalém. WWG Baudissin também acreditava que a serpente de bronze cananeia foi adaptada pelos israelitas entre 850–750 a.C., após seu estabelecimento em Jerusalém.
O egiptólogo Henry Hall apoia a teoria de que o Neustã destruído por Ezequias não estava associado a Yahweh, mas Hall sugere alternadamente que era uma antiga imagem de serpente trazida do Egito pelos ancestrais dos israelitas. Esta teoria é apoiada pelo reconhecimento da prática egípcia padrão de usar a imagem de uma serpente para se defender de picadas de cobra, em uma forma de magia simpática.
Em sua noção de que a serpente de bronze existia em Jerusalém antes da chegada dos israelitas, Rowley argumenta que não há registro de Neustã antes do reinado de Ezequias, além da história da serpente de bronze em Números 21. Rowley afirma que se Nehushtan tivesse sido trazido para Jerusalém em algum momento como uma relíquia genuína, haveria um registro documentado de sua chegada ou transferência. Em sua argumentação, Rowley também insere que a chegada da vara sagrada de Moisés seria um espetáculo público com uma procissão honorária, o que seria bem documentado. Em vez disso, ele propõe que a serpente de bronze tornou-se associada a Neustã por meio de um processo de sincretismo religioso, citando a fusão gradual das crenças e costumes cananeus e israelitas. Ele levantou a hipótese de que símbolos representando ambas as religiões podem ter sido erguidos lado a lado dentro de um santuário ou espaço público como uma manobra política após a colonização israelita.
O hebraísta e estudioso do Antigo Testamento RH Kennett levantou a hipótese de que Moisés fez a Serpente de Bronze e que a Arca da Aliança foi criada especificamente para contê-la, apesar de não haver nenhuma referência escrita conhecida ao conteúdo da Arca. Kennett também teorizou que, se Nehushtan realmente remontasse à época de Moisés, ela teria sido mantida por sacerdotes após fugirem de Siló para Nob ou teria acompanhado a Arca quando ela foi levada pelos filisteus. Isso não é amplamente aceito devido à ausência de tradição ou associação conhecida entre a Serpente e a Arca.

## Na arte

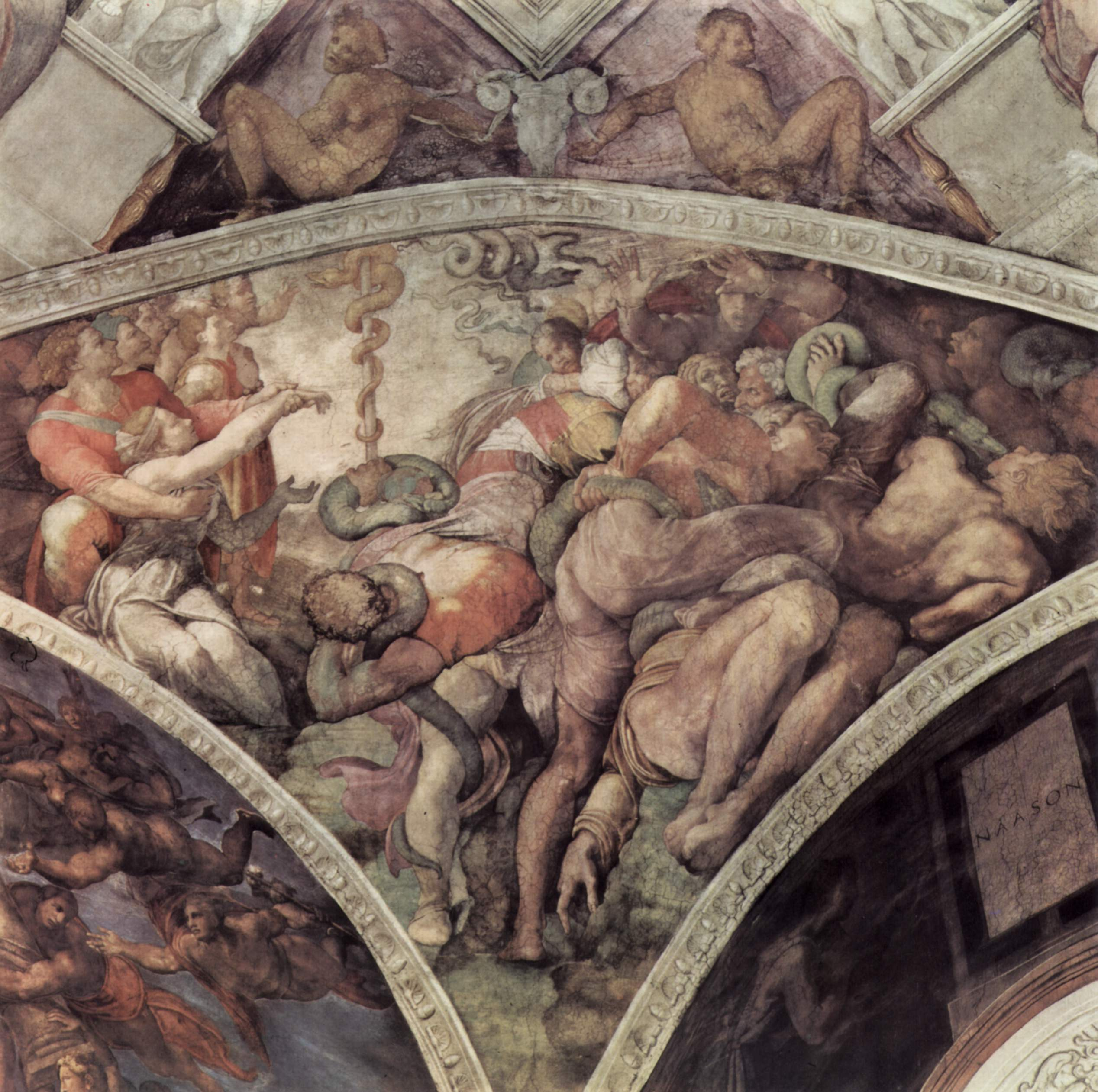
Em 1508, a imagem de Michelangelo da libertação dos israelitas da praga das serpentes pela criação da serpente de bronze, no teto da Capela Sistina.

Há um Monumento à Serpente de Bronze no Monte Nebo, na Jordânia, criado pelo artista italiano Giovanni Fantoni.
Da mesma forma, no teto da Capela Sistina, Michelangelo pintou um mural da libertação dos israelitas da praga das serpentes pela criação da serpente de bronze.

## Links externos
- Enciclopédia Judaica, sv "Nehushtan"
- Naassiano . A Mística.
- A Serpente de Bronze: Números 21:4–9, João 3:9–15